# Henrique IV do Congo
Henrique IV (1873 - 1901) foi o manicongo (rei) do Reino do Congo de 1896 á 1901, reinando como vassalo de Portugal dentro da África Ocidental Portuguesa.

## Biografia
Após a morte de Álvaro XIV em 18 de novembro de 1896, seu herdeiro natural, Pedro Lelo de Água Rosada é enviado para Huila e Luanda para estudar nas melhores escolas da região. A regência é exercida por Henrique Nteyé Nkenge,as vezes considerado "Henrique IV do Congo". Ele faleceria vitima de angina em São Salvador a 3 de abril de 1901. Pouco após sua morte, o residente português em São Salvador convenceu aos chefes locais para aceitar Pedro de Água Rosada Umbemba para sucede-lo. 